# Ben Guerir
Ben Guerir (in arabo بن جرير‎?) è una città del Marocco, capoluogo della provincia di Rehamna, nella regione di Marrakech-Safi.
La città è anche conosciuta come Bin Jarīr, Bin Garir, Benguérir e Ben Guérir.
Ben Guerir è posta a 72 km a nord di Marrakech ed è nota per la produzione di fosfati e per essere sede della più grande base militare del Paese.